# Scalibregma celticum
Scalibregma celticum är en ringmaskart som beskrevs av Andrew S. Y. Mackie 1991. Scalibregma celticum ingår i släktet Scalibregma och familjen Scalibregmatidae. Arten har ej påträffats i Sverige. Inga underarter finns listade i Catalogue of Life.